# مهرجان ميونيخ السينمائي الدولي
مهرجان ميونيخ السينمائي الدولي (بالألمانية: Filmfest München) هو أكبر مهرجان سينمائي صيفي في ألمانيا، وثاني أكبر مهرجان سينمائي بعد مهرجان برلين  من حيث الحجم والأهمية. يُقام سنويًا منذ عام 1983،. يُقدم المهرجان أفلامًا روائية وأفلامًا وثائقية طويلة. وقد سلط المهرجان الضوء على مخرجين سينمائيين شباب ناشئين معروفين بموهبتهم وابتكارهم، وهي ممارسة لا تزال مستمرة. باستثناء العروض الاستعادية والتكريمات، فإن جميع الأفلام المعروضة هي أفلام ألمانية وأوروبية وعالمية أولى. هناك اثنتي عشرة مسابقة بجوائز تزيد قيمتها عن 250,000 يورو، يتبرع بها الرعاة والشركاء الرئيسيون للمهرجان.

## تاريخ
أُسس مهرجان ميونيخ السينمائي الدولي في عام 1983 بهدف تعزيز الثقافة السينمائية في بافاريا وتقديم منصة للأفلام المستقلة والعالمية التي لا تحظى دائمًا بفرص العرض في المهرجانات الكبرى الأخرى. على مر السنين، تطور المهرجان ليصبح حدثًا بارزًا في السينما الأوروبية، حيث يُركز على تقديم أفلام متنوعة من جميع أنحاء العالم، مع اهتمام خاص بالأعمال الأولى لصناع الأفلام الشباب.في عام 2023، استقطب المهرجان حوالي 58,000 زائر، وعُرضت خلاله 147 فيلمًا من 61 دولة، مما يعكس تنوعه العالمي وجاذبيته الكبيرة.

## التنظيم والأقسام
يُقام المهرجان في عدة مواقع في ميونيخ، بما في ذلك دور السينما الرئيسية مثل سينما "Gasteig" و"Arri Kino". يتضمن المهرجان عدة أقسام رئيسية، منها:
- المسابقة الرسمية (CineMasters): تضم أفلامًا روائية طويلة من جميع أنحاء العالم تتنافس على جوائز المهرجان.
- CineVision: مخصصة للأفلام الأولى أو الثانية للمخرجين الشباب، مع التركيز على المواهب الناشئة.
- CineKind: أفلام موجهة للأطفال والشباب.
- Spotlight: يعرض أفلامًا بارزة من مهرجانات أخرى أو أعمالًا مميزة لمخرجين معروفين.
- New German Cinema: مخصص للأفلام الألمانية الجديدة، ويُعتبر منصة لدعم صناع السينما المحليين.